# Восставший из ада 6: Поиски ада
«Восставший из ада 6: Поиски ада» (англ. Hellraiser: Hellseeker) — американский фильм ужасов 2002 года, сиквел фильма «Восставший из ада 5: Инферно» и шестой фильм во всей серии. Фильм снят в 2001 году в Ванкувере, Британская Колумбия, режиссёром Риком Бота. Вышел 15 октября 2002 года сразу на ТВ и DVD. Он также показывает возвращение Кирсти Коттон, героини Восставшего из ада и его продолжения. Кроме того, хотя Клайв Баркер официально не входил в съемочную группу, он внес поверхностный вклад в фильм и оказал некоторое некредитованное влияние, в частности, на третий акт. Шестой фильм был последним фильмом серии Восставший из ада, в котором Баркер принимал какое-либо участие, некредитованное или иное.
Фильм получил в основном негативные отзывы. Основываясь на 8 отзывах, фильм получил 0% на Rotten Tomatoes со средним рейтингом 3,6 из 10.

## Сюжет
Кёрсти и её муж Тревор едут в автомобиле и целуются, из-за чего Тревор не справляется с управлением, и машина падает с моста. Водителю удаётся выбраться из тонущей машины, но из-за заклинившей двери Кёрсти тонет в реке. Тревор приходит в сознание уже в больнице. Выясняется, что он уже не первый раз в больнице. Его навещает детектив и, беседуя о катастрофе, сообщает, что тело Кёрсти не было найдено на месте происшествия.
Тревор возвращается на работу, где его постоянно мучают странные видения и попутно начинает домогаться начальница Гвен. Возвращаясь домой, Тревор неожиданно видит сенобита в зеркале. Далее у него вновь возникают кошмарные видения. Придя в себя, Тревор смотрит кассету, на которой он дарит своей жене странный подарок. Внезапно к нему приходит Гвен, ожидающая сексуальных утех, но, получив отказ, удаляется. Однако видеокамера, которую Тревор включил перед совокуплением, необъяснимым образом показывает двух сенобитов, душащих Гвен. Неожиданно Тревор снова оказывается на своём рабочем месте. Его сослуживец Брет, заметив странности в поведении Тревора, рекомендует ему обратиться к целительнице. Во время сеанса Тревор вспоминает, что купил жене в подарок шкатулку Лемаршана, и неожиданно видит Пинхеда, который пронзает его шею длинной иглой.
И снова возвращение в реальность — детектив Гивенс предполагает, что Тревор мог убить свою жену, поскольку та получила в наследство большое состояние. В смятении Тревор возвращается домой, где к нему пристаёт его соседка. И снова Тревор видит сенобитов, а когда видения исчезают, обнаруживает соседку мертвой. Однако после возвращения в комнату Тревор никого не находит. Он идёт к соседке и обнаруживает её живой.
Тревора вызывают в полицию, где детектив интересуется его отношениями с Гвен. На работе Тревор снова видит детектива, который показывает ему шкатулку и сообщает, что на ней была кровь. Коллега Брет намекает, что Тревору надо чем-то поделиться. Тревору кажется, что он у целительницы, которая использует весьма экзотический метод лечения. Тревору кажется, что его хотят убить, и вдруг он снова в машине скорой помощи. В больнице он требует предоставить ему его лечащего врача Элисон, но узнаёт, что Элисон не работает в больнице.
Тревор идёт в дом, где обещают решение всех проблем, и снова видит Пинхеда. Выйдя на улицу, Тревор встречает Брета, который говорит о каком-то плане, после чего стреляет себе в голову. Тревор спешит к целительнице, однако та убита, а за дверью появляется сенобит. Тревор хватает орудие убийства, но вместо сенобита в комнату входят полицейские. Тревора привозят в участок, где требуют признания в убийствах, а затем его ведут в морг в подвале, где полицейский запирает подозреваемого. Там Тревор видит кишащие червями останки человеческой плоти, а также труп, накрытый простынёй. Тревор решает, что это его жена. И в этот момент снова появляется Пинхед. Он требует заплатить по счёту.
Действие снова переносится к моменту, когда Тревор дарит Кёрсти шкатулку. Когда она открывает её, то к ней является Пинхед, требуя от Кёрсти отправиться с ним в ад. Однако девушка предлагает пять душ в обмен на её. И выясняется, что четверо — три подружки Тревора, с которыми он изменял жене, и Брет, с которым Тревор планировал убить Кёрсти, чтобы получить её наследство. А пятый — сам Тревор, который на самом деле не спасся в катастрофе, а был убит женой. Кёрсти выполнила свой договор с Пинхедом, но после автокатастрофы получила шкатулку на «память о муже».

## В ролях
- Дин Уинтерс — Тревор Гуден
- Эшли Лоренс — Кёрсти Коттон
- Даг Бредли — Пинхэд / торговец
- Рэйчел Хейуорд — доктор Элисон Дормер
- Сара-Джейн Редмонд — Гвен Стивенс
- Джоди Томпсон — соседка Тоуни
- Каарен Де Зилва — целительница
- Уильям Тейлор — детектив Лэнг
- Майкл Роджерс — детектив Гивенс
- Тревор Уайт — Брет
- Кен Кэмрокс — Эмброуз
- Дэйл Уилсон — главный хирург
- Гас Линч — бойфренд
- Кайл Кэсси — парамедик
- Алек Уиллоус — швейцар
- Чарльз Стэд — торговец
- Бренда МакДональд — … Angular Nurse
- Басия Антос — женщина в окне
- Джон Дестри — детектив
- Сара Хейярд — Stitch Cenobite
- Майк Риган — Surgeon Cenobite
- Нэнси Лилли — Bound Cenobite
- Скотт Суонсон — Hapless Soul

## Связи с прошлыми частями серии
Впервые со времён второй части киносериала на экраны появляется персонаж Кёрсти в исполнении Эшли Лоренс. Её появление на экране длится 6 минут. Однако сам фильм не связан с четвёртым и пятым фильмом по сюжету.